# عبد الوهاب جعفر
عبد الوهاب جعفر، لاعب كرة قدم سعودي، يلعب في نادي الصفا.

## مسيرة اللاعب
مثل نادي التهامي في الفئات السنية و لعب بعدها مع نادي الشباب ونادي الحزم ونادي ضمك ونادي الطائي ونادي الصفا.

## الحياة الشخصية
هو شقيق اللاعب عبد المحسن جعفر.

## روابط خارجية
- عبد الوهاب جعفر على موقع Soccerway.com (الإنجليزية)
- عبد الوهاب جعفر على موقع كووورة